# Петраше (Олецький повіт)
Петраше (пол. Pietrasze, нім. Petersgrund) — село в Польщі, у гміні Свентайно Олецького повіту Вармінсько-Мазурського воєводства.
Населення — 158 осіб (2011).
У 1975-1998 роках село належало до Сувальського воєводства.

## Демографія
Демографічна структура станом на 31 березня 2011 року:
|          | Загалом | Допрацездатний вік | Працездатний вік | Постпрацездатний вік |
| -------- | ------- | ------------------ | ---------------- | -------------------- |
| Чоловіки | 84      | 15                 | 65               | 4                    |
| Жінки    | 74      | 18                 | 46               | 10                   |
| Разом    | 158     | 33                 | 111              | 14                   |